# Walddorf (Pillkallen)
Walddorf, bis 1928 Paplienen (Kirchspiel Willuhnen), litauisch Plyniai, ist ein verlassener Ort im Rajon Krasnosnamensk der russischen Oblast Kaliningrad.
Die Ortsstelle befindet sich zehn Kilometer nordöstlich von Dobrowolsk (Pillkallen/Schloßberg) und vier Kilometer südöstlich von Prawdino (Grumbkowkaiten/Grumbkowsfelde) an einem Weg, der bei der Ortsstelle des ehemaligen Dorfes Willuhnen von der Regionalstraße 27A-012 (ex R 509) nach Norden abzweigt.

## Geschichte

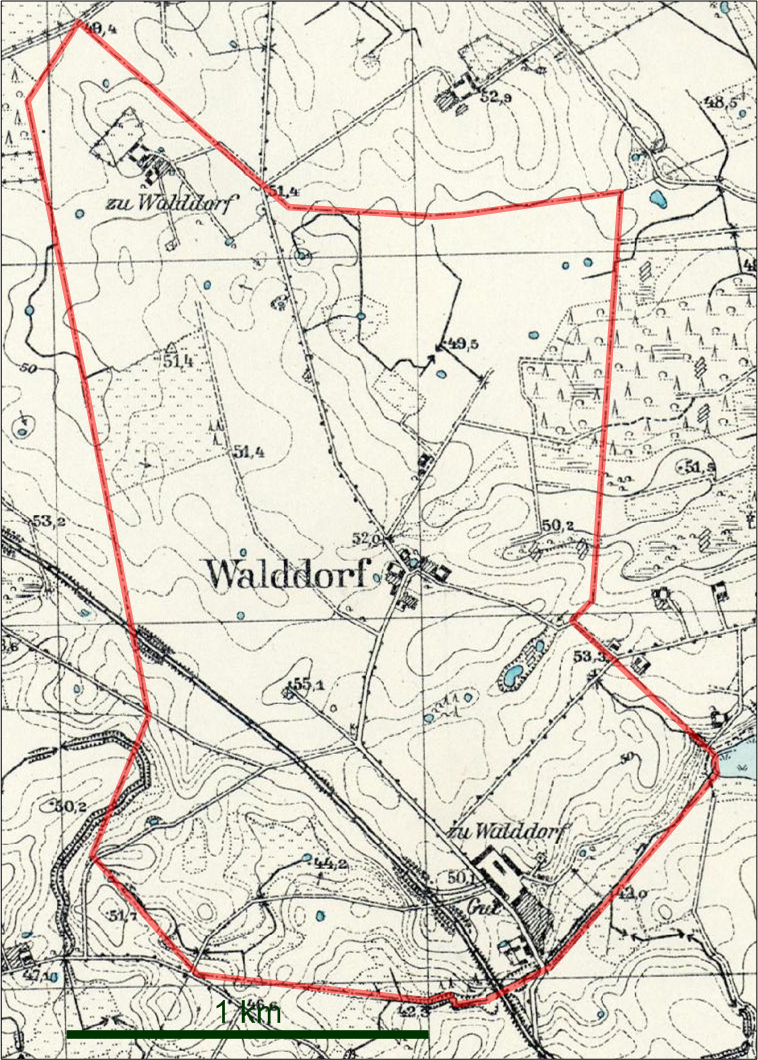
Die Gemeinde Walddorf auf einem Messtischblatt von 1938, dabei das vormals Eszeruppen genannte Gut im Süden der Gemeinde am nach Schirwindt führenden Strang der Pillkaller Kleinbahn

Die Landgemeinde Walddorf wurde im Jahr 1928 durch Zusammenschluss der Landgemeinde Paplienen (Kirchspiel Willuhnen) (s. u.) mit dem Gutsbezirk Eszeruppen (s. u.) gebildet. Sie gehörte zum Amtsbezirk Willuhnen im Kreis Pillkallen. 1945 kam der Ort in Folge des Zweiten Weltkrieges mit dem nördlichen Ostpreußen zur Sowjetunion. Einen russischen Namen erhielt er nicht mehr.

### Einwohnerentwicklung
| Jahr | Einwohner |
| ---- | --------- |
| 1933 | 88        |
| 1939 | 85        |

### Paplienen (Kirchspiel Willuhnen)
Um 1780 war Paplienen ein königliches Bauerndorf. 1874 wurde die Landgemeinde Paplienen in den neu gebildeten Amtsbezirk Willuhnen eingegliedert. Zur Unterscheidung eines weiteren Ortes namens Paplienen im Kreis Pillkallen, der zum Kirchspiel Schirwindt gehörte (1938 bis 1945: Moormühle), bekam dieser Ort den Namenszusatz Kirchspiel Willuhnen. 1928 ging die Landgemeinde Paplienen (Kirchspiel Willuhnen) in der neu gebildeten Landgemeinde Walddorf auf.

#### Einwohnerentwicklung
| Jahr | Einwohner |
| ---- | --------- |
| 1867 | 104       |
| 1871 | 99        |
| 1885 | 72        |
| 1905 | 82        |
| 1910 | 63        |

### Eszeruppen
Das kölmisches Gut Eszer(r)upchen wurde seit 1625 erwähnt. 1874 wurde auch der Gutsbezirk Eszeruppen in den Amtsbezirk Willuhnen eingegliedert. 1928 wurde er an die neu gebildete Landgemeinde Walddorf angeschlossen. Dort wurde der Ortsteil ab 1936 mit Escheruppen bezeichnet und seit 1938 nicht mehr benannt.

#### Einwohnerentwicklung
| Jahr | Einwohner | Bemerkungen                |
| ---- | --------- | -------------------------- |
| 1867 | 42        |                            |
| 1871 | 41        |                            |
| 1885 | 63        |                            |
| 1905 | 54        | davon 8 litauischsprachige |
| 1910 | 56        |                            |
| 1925 | 55        |                            |

## Kirche
Walddorf wie auch Paplienen und Eszeruppen gehörten zum evangelischen Kirchspiel Willuhnen. Die katholische Minderheit in Eszeruppen (1905: 9 von 54 Bewohner) war bis 1930 in Bilderweitschen und dann in Schillehnen eingepfarrt.